# Hammamet
Hammamet (em árabe: الحمّامات) é uma cidade costeira do nordeste da Tunísia, capital da delegação (espécie de distrito) homónimo, o qual faz parte da província (gouvernorat) de Nabeul. O município tem 36 km² de área e em 2004 tinha 63 116 habitantes (densidade: 1 753,2 hab./km²), dos quais 40 197 viviam na cidade. Juntamente com Nabeul, constitui uma conurbação com 185 000 habitantes.
É umas das estâncias balneares mais concorrida da Tunísia e situa-se na costa sul do cabo Bon, 12 km a sudoeste de Nabeul, 70 km a sudeste de Tunes e 90 km a sul de Sousse. É conhecida desde a segunda metade do século XX pelas suas praias extensas ao longo do golfo de Hammamet, mais recentemente, desde meados da década de 1990, pela marina Yasmine Hammamet.

## Geografia
O relevo local compreende duas pequenas planícies costerias de pouca altitude: uma um pouco maior a oeste e outra mais estreita a leste. Estas duas planícies terminam no mar, em praias de areia que se estendem por 20 km. A noroeste, no interior, elevam-se algumas colinas que dominam a cidade, cujo ponto mais alto não ultrapassa os 250 metros.
O núcleo de Hammamet é a sua almedina (centro histórico), que mede cerca de 200 por 200 metros. A oeste da almedina encontra-se a casbá (kasbah; castelo), e a norte a praça dos Mártires, onde se ergue um monumento semelhante à torre Eiffel que recorda os mártires da guerra da independência. A praça dos Mártires é o centro da cidade moderna e de lá partem os dois principais eixos urbanos: as avenidas Habib Bourguiba e da República. No centro moderno, os restaurantes e serviços concentram-se sobretudo nas proximidades dessas artérias. A chamada zona turística, onde se concentram os principais hotéis divide-se em duas partes a partir do centro, Hammamet Norte, e Yasmine Hammamet (a sul). A primeira, que se estende para o lado de Nabeul, é mais pequena e mais antiga, enquanto que a segunda é maior e mais recente e situa-se alguns quilómetros para oeste, na direção de Bouficha. A três quilómetros do centro situa-se um centro cultural, instalado na antiga villa do milionário romeno George Sebastian, onde todos os verões se realiza o Festival international de Hammamet, de música e arte.

## História

### Antiguidade
Na época púnica, a região tornou-se rapidamente uma das partes mais férteis dos domínios agrícolas cartagineses. Durante o período romano surge a primeira aglomeração urbana — Pupput — a qual conhece um desenvolvimento notável: de simples vico, ascendeu ao estatuto de colónia honorária (Colonia Aurelia Commoda) durante o reinado do imperador Cómodo entre 185 e 192, no contexto da romanização de África. Fazendo parte da província de Bizacena, Pupput encontrava-se no cruzamento de dois eixos rodoviários: um que ligava a costa oriental à planície cerealífera de Thuburbo Majus, e outro que ligava Cartago a Léptis Magna pela costa. Desde aí, a cidade é dotada de instituições municipais romanas e decorada com monumentos caraterísticos das cidades romanas. No entanto, «a maior parte do sítio jaz doravante sob as fundações dos grandes hotéis que invadem a costa. Os raros vestígios arqueológicos salvaguardados pelo Instituto nacional do património não conseguem em caso algum dar uma ideia, mesmo que aproximada, da topografia geral do sítio». Entre esses vestígios encontram-se canalizações de água, reservatórios, habitações e outros edifícios pavimentados em geral de mosaicos, e sobretudo de termas. Estas últimas estão na origem do nome atual da cidade, já que hammamet é o plural de hammam (balneário ou termas) em árabe, que corresponde à utilização tinham feito desde a Antiguidade e que foi continuada pelos sucessivos habitantes que se lhes seguiram. As termas e restantes vestígios atestam o grau de civilização que a cidade atingiu no seu auge. A descoberta recente em Pupput da maior necrópole romana de África atenua a raridade de fontes escritas e lança uma nova luz sobre o passado da cidade.

### Idade Média

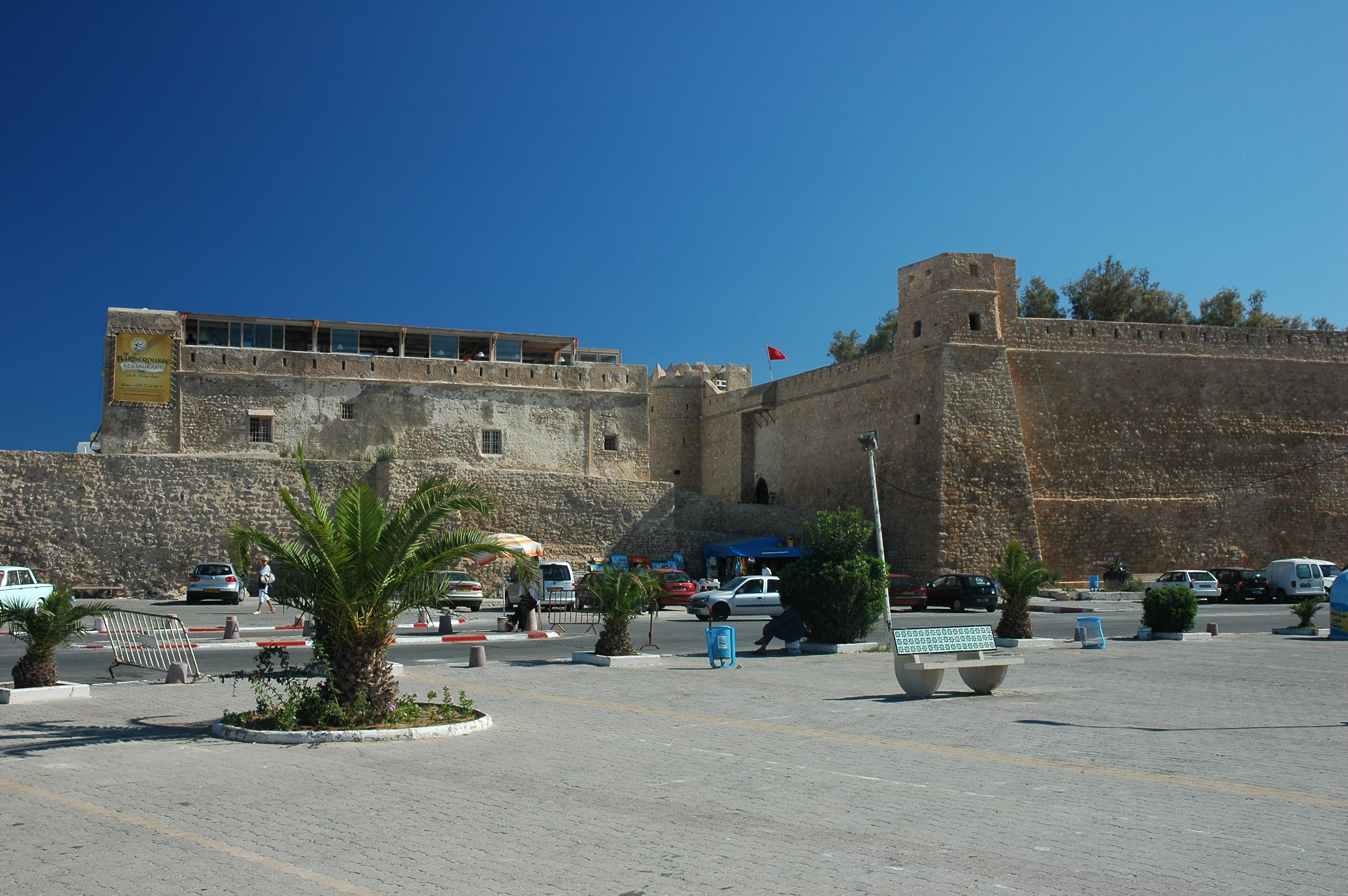
Vista das muralhas da almedina

Em 678, com a conquista do cabo Bon pelos muçulmanos, Pupput não é mencionada pelas fontes árabes. A cidade despovoa-se e cai em ruínas pois os Árabes, por razões estratégicas, preferem instalar uma nova cidade no que é hoje a almedina, um pequena cabo ao norte de Pupput.
O nome árabe de Hammamet é mencionado pela primeira vez pelo geógrafo árabe Dreses no século XII num a obra que ele teria escrito cerca de 1154 por ordem do rei normando Rogério II da Sicília. A cidade é apresentada como um forte ou castelo (Alcácer): «no cabo de El Hammamat encontra-se um castelo edificado sobre um promontório que avanço mar dentro por cerca de uma milha». Este forte, cuja construção possivelmente remontará a 893-914, faz parte duma série de arrábitas (ribats) similares que tinham como função defender o litoral das razias. É provável que Hammamet tivesse servido como um posto avançado litoral até 1186-1187, data em que a cidade é destruída impiedosamente pelos Banu Gania vindos da ilhas Baleares.
Em volta do forte desenvolve-se uma aglomeração urbana, com a fundação duma mesquita no século XII, numa época crítica da história da Ifríquia: além da invasão normanda ocorreram também a invasão hilália e o desabamento do estado zírida. A partir do século XIII, mais do que apenas um forte, é já uma cidade. Em 1289, um viajante marroquino fala da pequena cidade de Hammamet e das suas muralhas caiadas de branco. Durante a era haféssida, são construídas as muralhas, que seriam completadas em meados do século XIII, e que reforçavam o sistema de defesa do litoral. Em seguida é ordenada a construção da Grande Mesquita de Hammamet. Como muitos outros, estes dois monumentos, são construídos com materiais retirados dos sítios antigos vizinhos. A cidade ganha então alguma importância e torna-se a residência dum cádi.

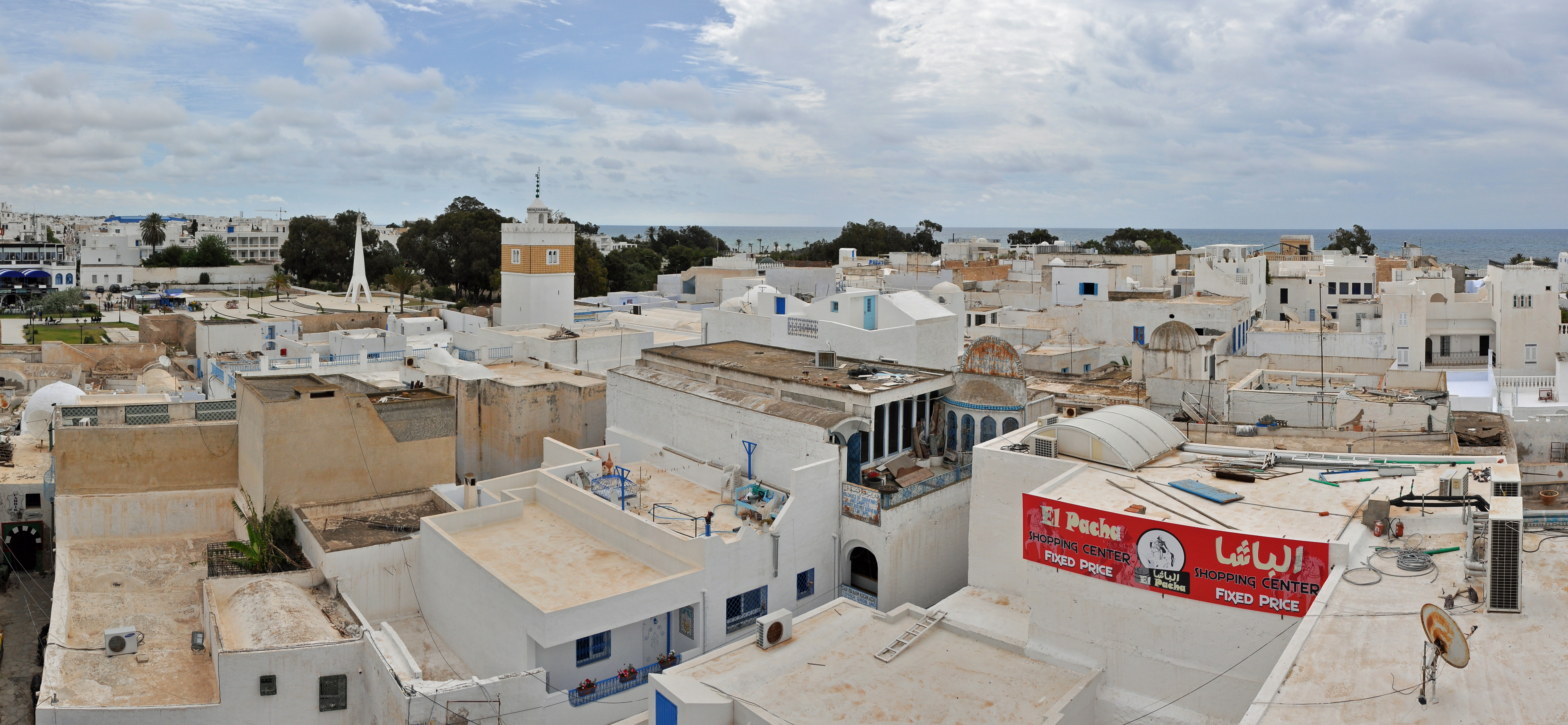
Panorâmica da almedina

Aparentemente a localidade conhece uma relativa prosperidade económica durante algum tempo, que explica em parte as incursões e os assaltos ferozes lançados contra ela ao longo do século XIV por parte dos piratas pisanos e catalães. As fortificações e restauros levados a cabo nos séculos XIV e XV, que incluíram a consolidação as muralhas e a construção da casbá no local onde se encontrava um forte do século XII, não lograram pôr fim às incursões e às razias mortíferas. No século XVI, o declínio acentua-se. Segundo Leão, o Africano «ela é habitada por gentes muito pobres. Todos são pescadores, barqueiros, carvoeiros e lavadores de tecidos. Esta cidade é de tal forma taxada pelos reis [Haféssidas] que as pobres gentes são quase mendigos.». Presa tentadora, doravante passa a sofrer com a rivalidade entre Otomanos e Espanhóis. Estes últimos acabam por se impor, sendo a cidade conquistada e a população sujeita a atrocidades devido à sua neutralidade no conflito turco-espanhol.[carece de fontes?]

### Idade Moderna

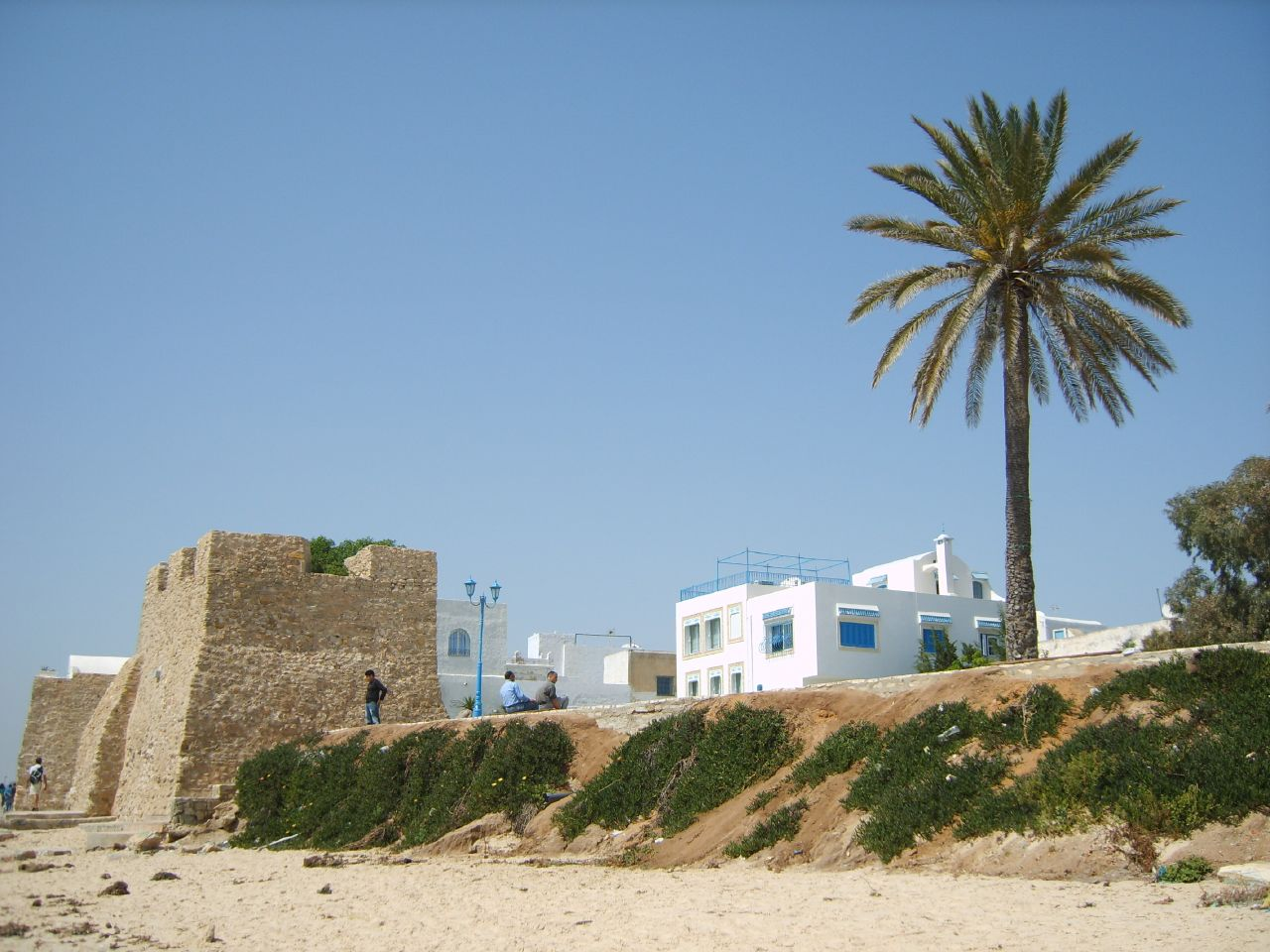
Casbá

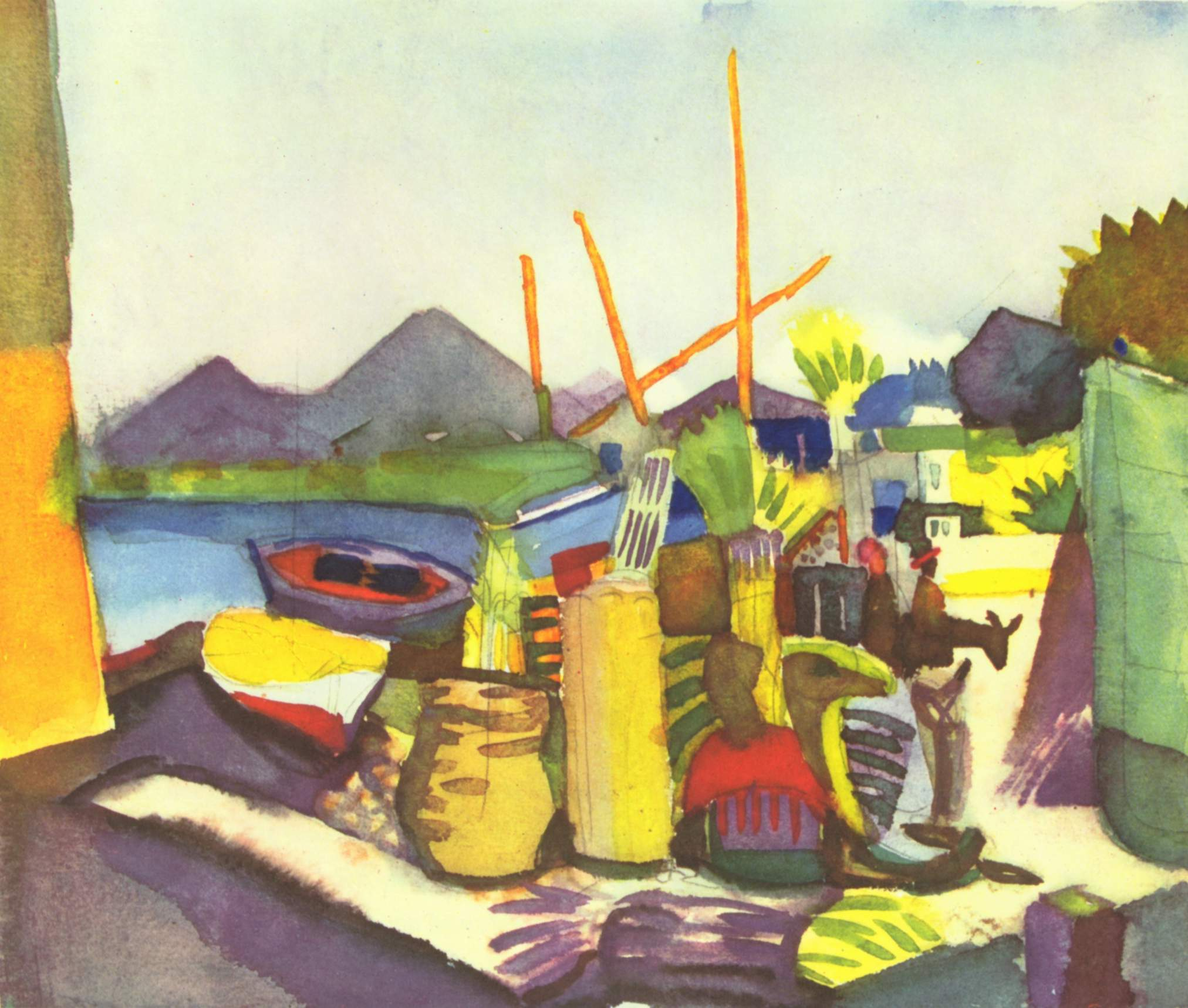
Aguarela de Hammamet pintada em 1914 por August Macke

A seguir a conquista de 1574, a cidade é confiada aos Otomanos. OS jazízaros instalam-se na casbá e o número de Otomanos, de origem ou de adoção, cresce regularmente. A população local é relegada para segundo plano face aquela minoria privilegiada, mas este fenómeno não dura muito, pois os Otomanos sofrem influências dos autóctones e acabam por ser assimilados. Este processo tem na sua origem o aparecimento dos Kouloughlis, filhos das uniões entre Otomanos e mulheres locais. Hammamet sofre também com a concorrência entre os estados cristãos e as regências barbarescas, que estiveram na origem, por exemplo de duas razias levadas a cabo pela marinha dos Cavaleiros de Malta, em 1602 e 1605. A primeira é um êxito para os atacantes, mas a população vinga-se durante a segunda expedição, que se salda numa derrota para os Cavaleiros. O nome de Hammamet, deturpado nas línguas latinas como Maometta, Mahomette ou Emmamette, torna-se célebre na Europa Ocidental.
Com o afluxo de refugiados andalusinos perseguidos em Espanha no início do século XVII, a agricultura de hortícolas e de fruta conhecem um desenvolvimento notável durante os séculos XVII e XVIII. Hussein I Bei, fundador da Dinastia Husseinita, visitou a cidade em 1727 e ordena a construção duma nova mesquita e a restauração da antiga Grande Mesquita e das muralhas da almedina. No reinado de Hammuda Paxá (r. 1782–1814), o artesanato têxtil conhece um grande desenvolvimento. Mas o século XIX é um período de dificuldades durante o qual a população sofre cada vez mais com os pesados impostos dos beis e com a pressão europeia.
Em 1881 a cidade e ocupada sem grande resistência pelos franceses da Compagnie franche de Tunisie, comandada por Désiré Bordier. Bordier encanta-se com o lugar e fixa ali residência até à morte. A cidade sobre então o "choque da modernidade": a almedina com os seus diferentes polos e estruturas é progressivamente marginalizada em favor do novo núcleo extramuros. São inauguradas várias novas infraestruturas, como o caminho de ferro (1899), eletricidade, telefone, escola francesa, igreja católica (1884), etc.[carece de fontes?] A criação do município em 19 de novembro de 1942 contribuiu também para o desenvolvimento. Célebre pelos seus limões, até 1930 Hammamet era juntamente com Nabeul a principal zona de produção de citrinos da Tunísia.[carece de fontes?]
Numerosos escritores-viajantes em busca de exotismo e pitoresco descreveram a beleza de Hammamet em imagem e em texto, o que contribuiu para a fama da cidade. Desde cedo Hammamet tornou-se uma estância de férias de inverno, bastante concorrida no início do século XX. O pintor Paul Klee, aquando da sua passagem na cidade em 1914, ficou ofuscado pela sua luminosidade, cores e formas. Igualmente antes da Primeira Guerra Mundial, August Macke, Gustave Flaubert, Guy de Maupassant, André Gide e Oscar Wilde também ficaram seduzidos pela localidade. A seguir ao crash de Wall Street em 1929, é a vez do milionário romeno Georges Sebastian descobrir Hammamet, onde constrói uma villa de sonho, para onde convida os seus amigos. Alguns destes adquirem casas na almedina e tranformam-nas ao seu gosto, enquanto outros constroem sumptuosas villas no campo imitando o estilo árabe-muçulmano da villa de Sebastian.

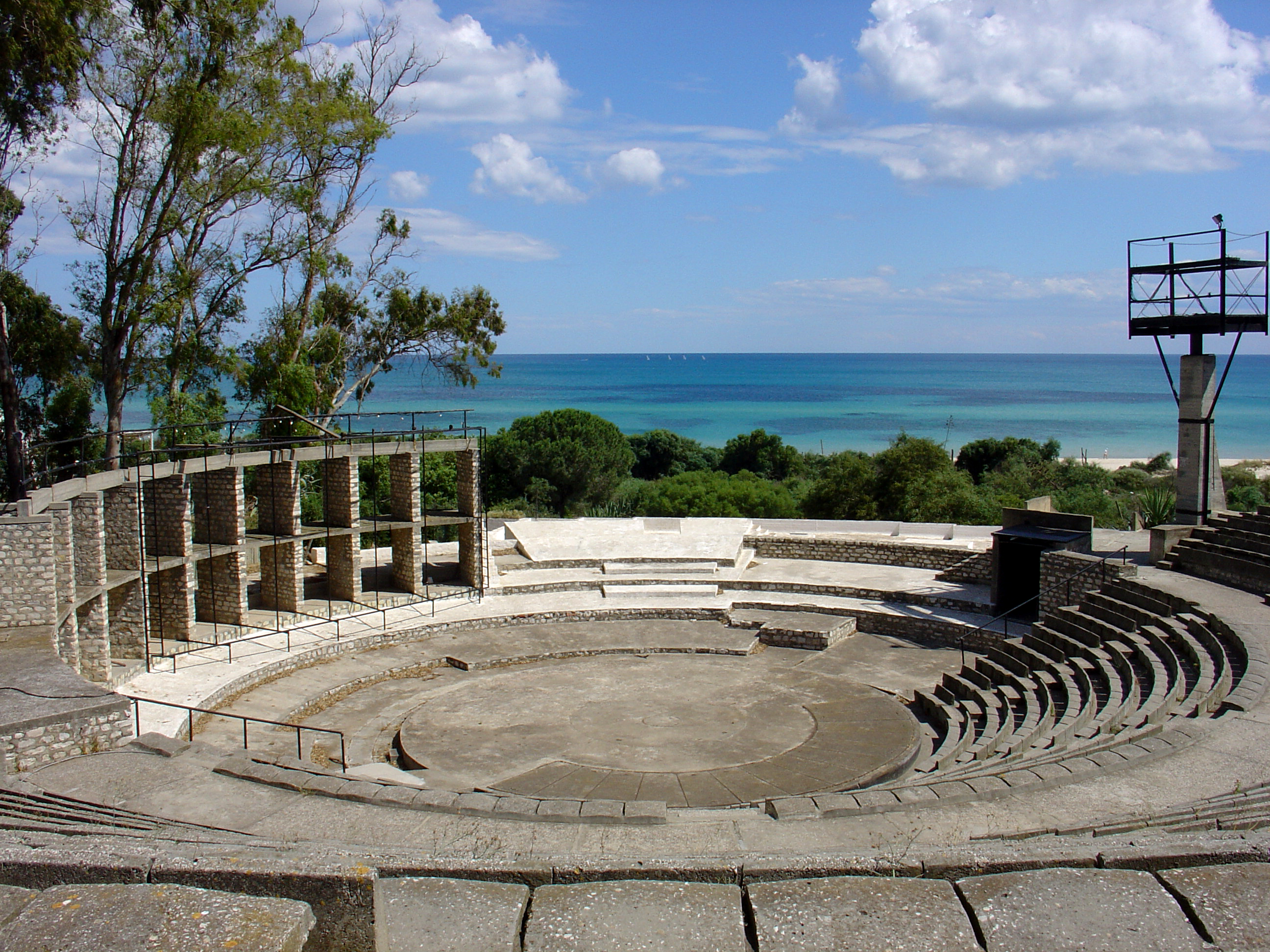
Teatro ao ar livre onde decorre o Festival Internacional de Hammamet

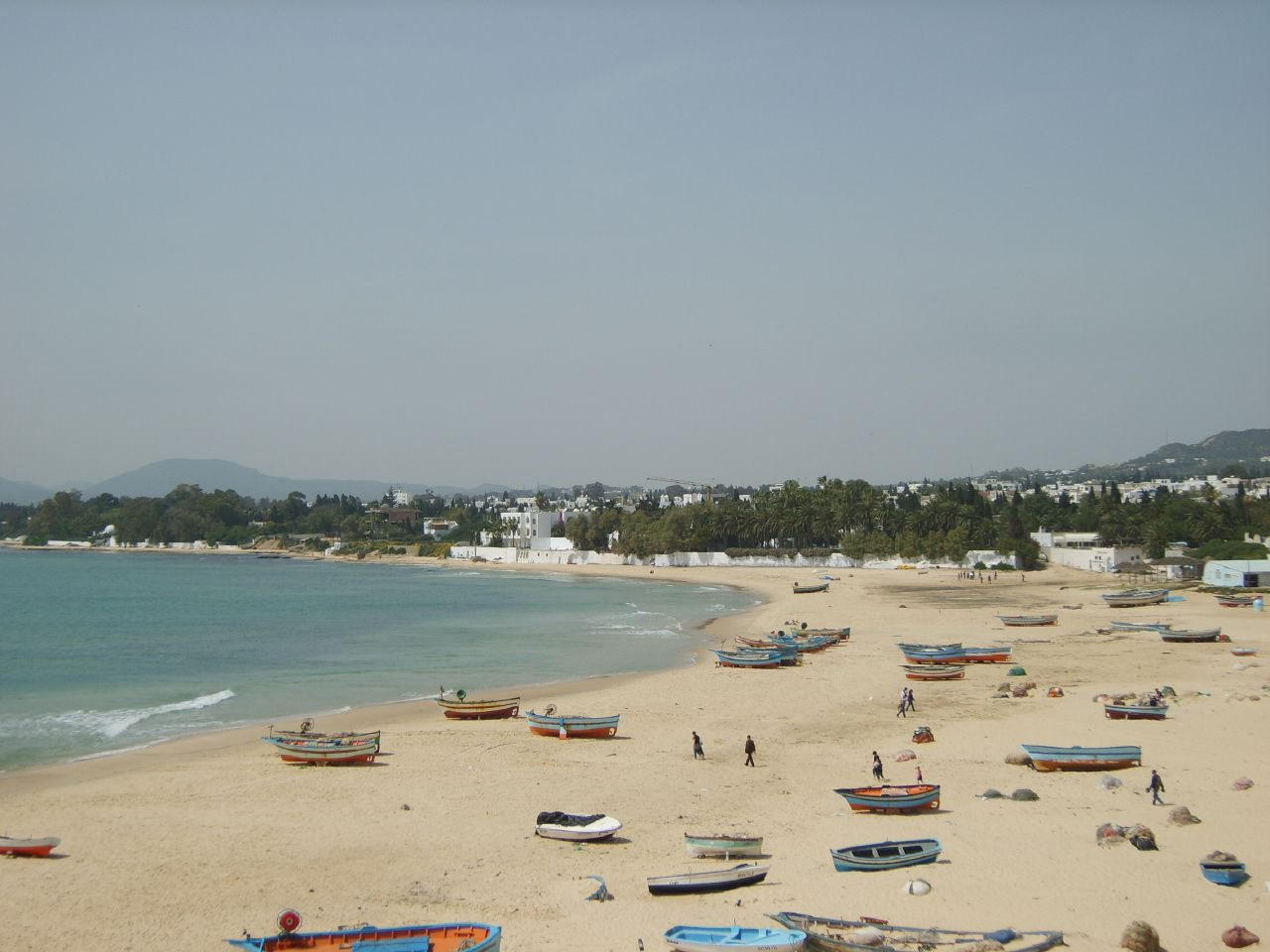
Uma das praias de Hammamet

Nessa época Hammamet atraía outras celebridades, como Jean Cocteau, Wallis Simpson e o duque de Windsor. A Segunda Guerra Mundial foi uma dura prova para a população local. Em 1943, o marechal Rommel requisitou o palácio de Sebastian para ali instalar o seu quartel-general. Durante a guerra, Hammamet foi lugar de passagem frequente Winston Churchill, os generais von Arnim, Montgomery e Eisenhower e o rei Jorge VI. Depois da guerra a cidade tornou-se um lugar de paz e acolheu de tempos a tenpos outros hóspedes famosos, como Bettino Craxi, Sophia Loren, Adamo ou Frédéric Mitterrand. Hammamet tornou-se assim uma verdadeira cidade cosmopolita, preparando as condições para o desenvolvimento turístico depois da independência (1956). Sebastian vendeu o seu palácio ao estado tunisino em 1962, que a transformou num centro cultural, cujo teatro ao ar livre, construído nos jardins em 1964, acolhe todos os verões o Festival Internacional de Hammamet, o segundo maior da Tunísia a seguir ao de Cartago.

## Cidade gémeas
Nevers (França), desde 1985
 Aqaba (Jordânia), desde 1981
 Valence (França)